# Winter

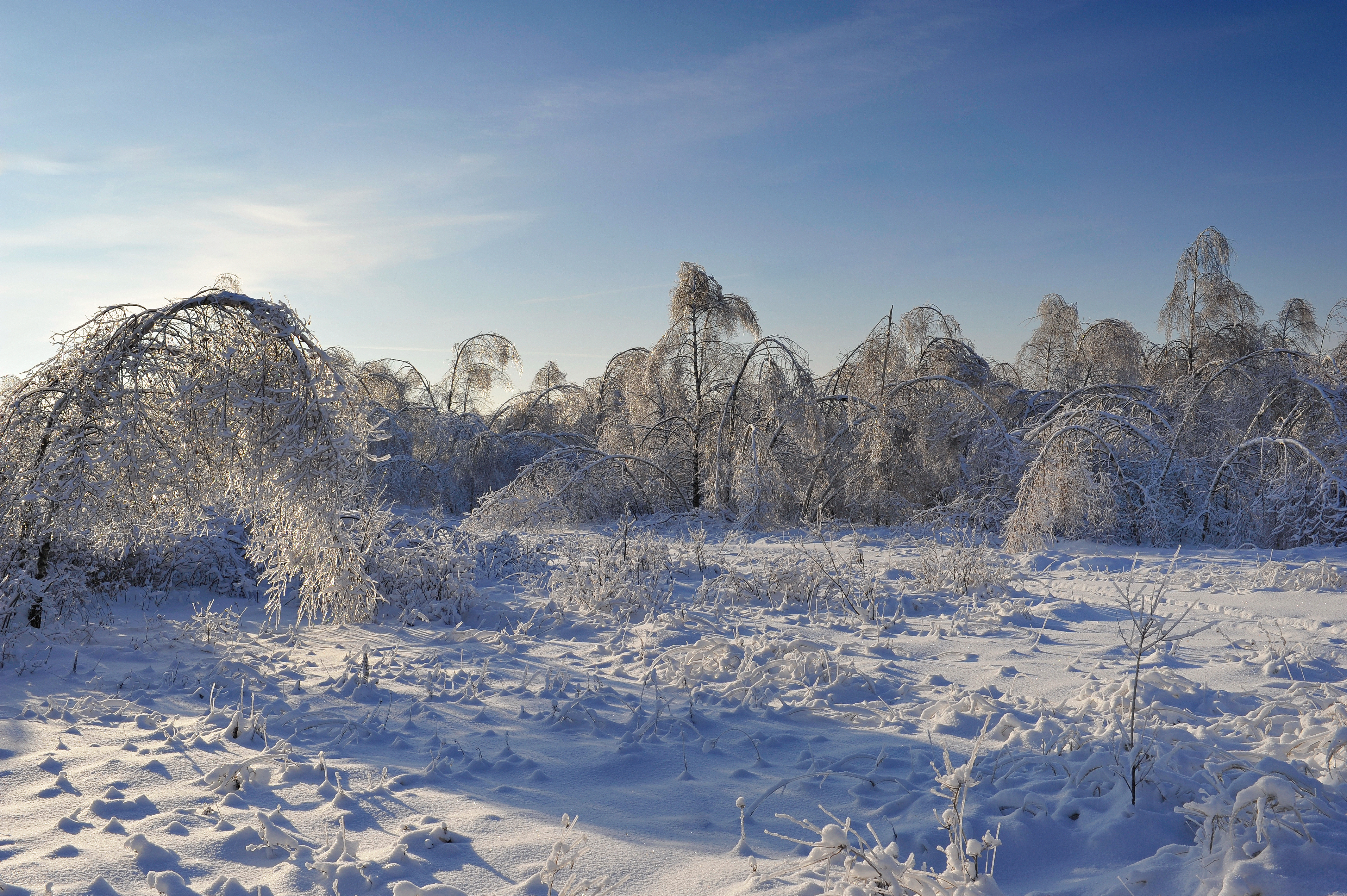
Winterlandschaft in Ramenskoje in der Oblast Moskau

Schneebedeckung im Jahresverlauf der Erde

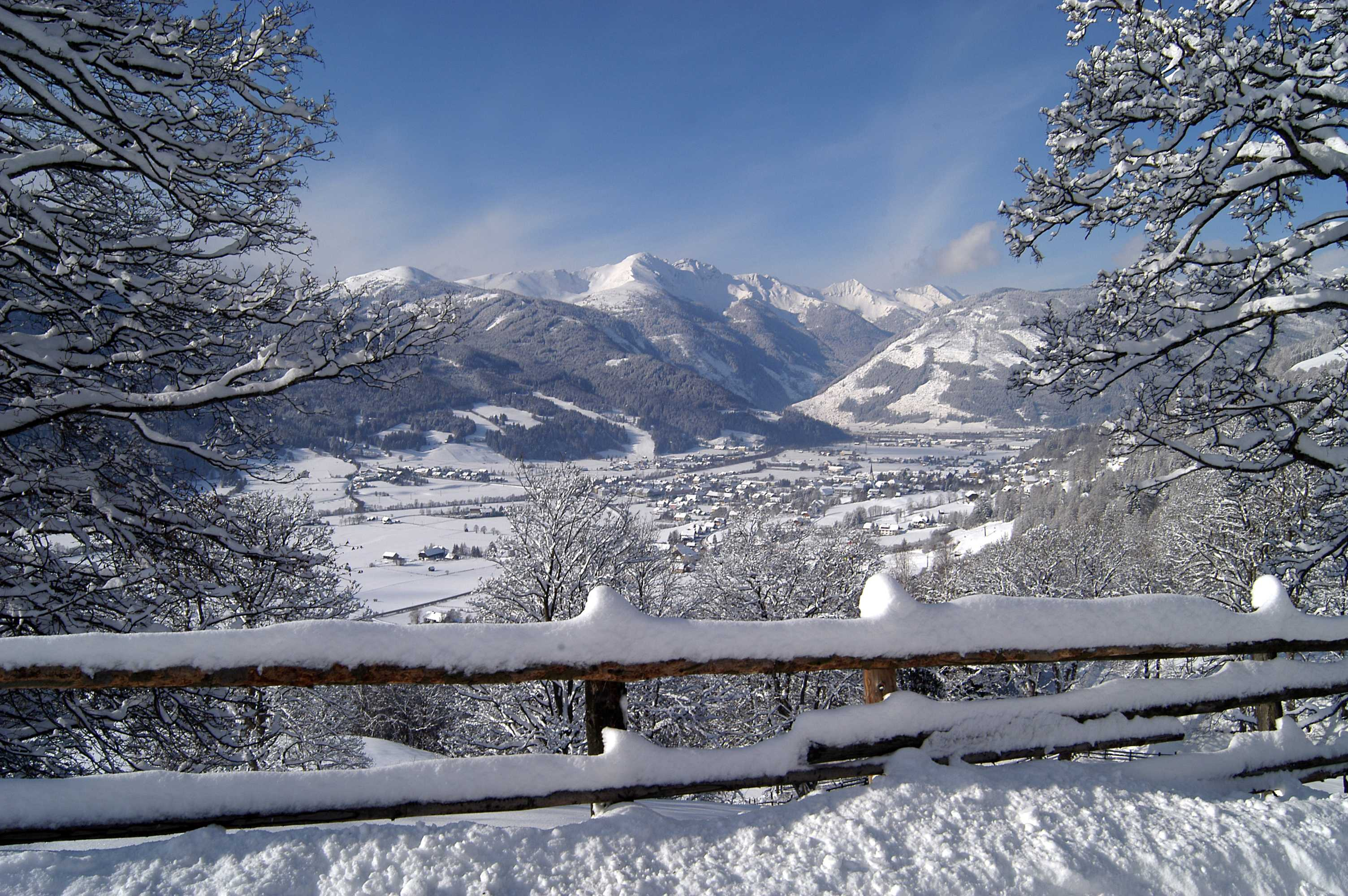
Blick auf St. Michael im Lungau im Winter

Der Winter (von althochdeutsch wintar, zurückführbar wie gotisch wintrus auf eine germanische Wurzel; etymologisch unklar (s. u.), vermutet wurden früher unter anderem eine Herkunft von indogermanisch ṷi- „glänzen“, ṷed- „befeuchten, fließen“ und Verwandtschaft mit „Wasser“ als „das Fließende“ sowie ein Zusammenhang mit einer Wurzel mit der Bedeutung „weiß“) ist die kälteste der vier Jahreszeiten in den subtropischen, gemäßigten und polaren Klimazonen der Erde. Je nachdem, ob er gerade auf der Nord- oder der Südhalbkugel herrscht, spricht man vom Nordwinter oder Südwinter. Der Nordwinter findet gleichzeitig mit dem Südsommer statt.

## Entstehung
Die Jahreszeiten entstehen, weil die Erdrotation nicht in der Ebene der Umlaufbahn um die Sonne erfolgt, sondern um 23,4° geneigt (siehe Ekliptikschiefe). Dadurch liegen Süd- und Nordpol abwechselnd ein halbes Jahr im streifenden Sonnenlicht, und der Zenitstand der Sonne wechselt im Jahreszyklus zwischen südlichem und nördlichem Wendekreis.

## Winteranfang und Dauer

### Astronomie
Astronomisch bzw. kalendarisch beginnt der Winter mit der Wintersonnenwende – dem Zeitpunkt, zu dem die Sonne senkrecht über dem Wendekreis der anderen Erdhälfte steht und die Tage am kürzesten sind:
- auf der Nordhemisphäre am 21. oder 22. Dezember und
- auf der Südhemisphäre am 21. Juni.

Danach werden die Tage wieder länger und die Nächte kürzer. Der Winter endet mit der Frühlings-Tag-und-Nacht-Gleiche am
- 20. März oder in der Nacht zum 21. März auf der Nordhalbkugel und
- 22. oder 23. September für die Südhalbkugel.

Der Winter dauert somit 89 Tage auf der Nordhalbkugel und 93 Tage auf der Südhalbkugel.
Im ostasiatischen Kulturkreis, der vom chinesischen Kalender geprägt ist, beginnt der Winter bereits, wenn die Sonne 45° vor dem Sonnenwendpunkt steht (7. oder 8. November), und endet, wenn die Sonne 45° dahinter steht (3., 4. oder 5. Februar). Die Sonnenwende liegt in der Mitte des Winters.
Da die Umlaufbahn der Erde um die Sonne leicht elliptisch ist, d. h. von einer exakten Kreisbahn um 1,7 % abweicht, sind die vier Jahreszeiten nicht genau gleich lang. Die Nordwinter sind wegen der Sonnennähe (Perihel am 3. Januar) etwas kürzer und milder als die Südwinter.

### Meteorologie

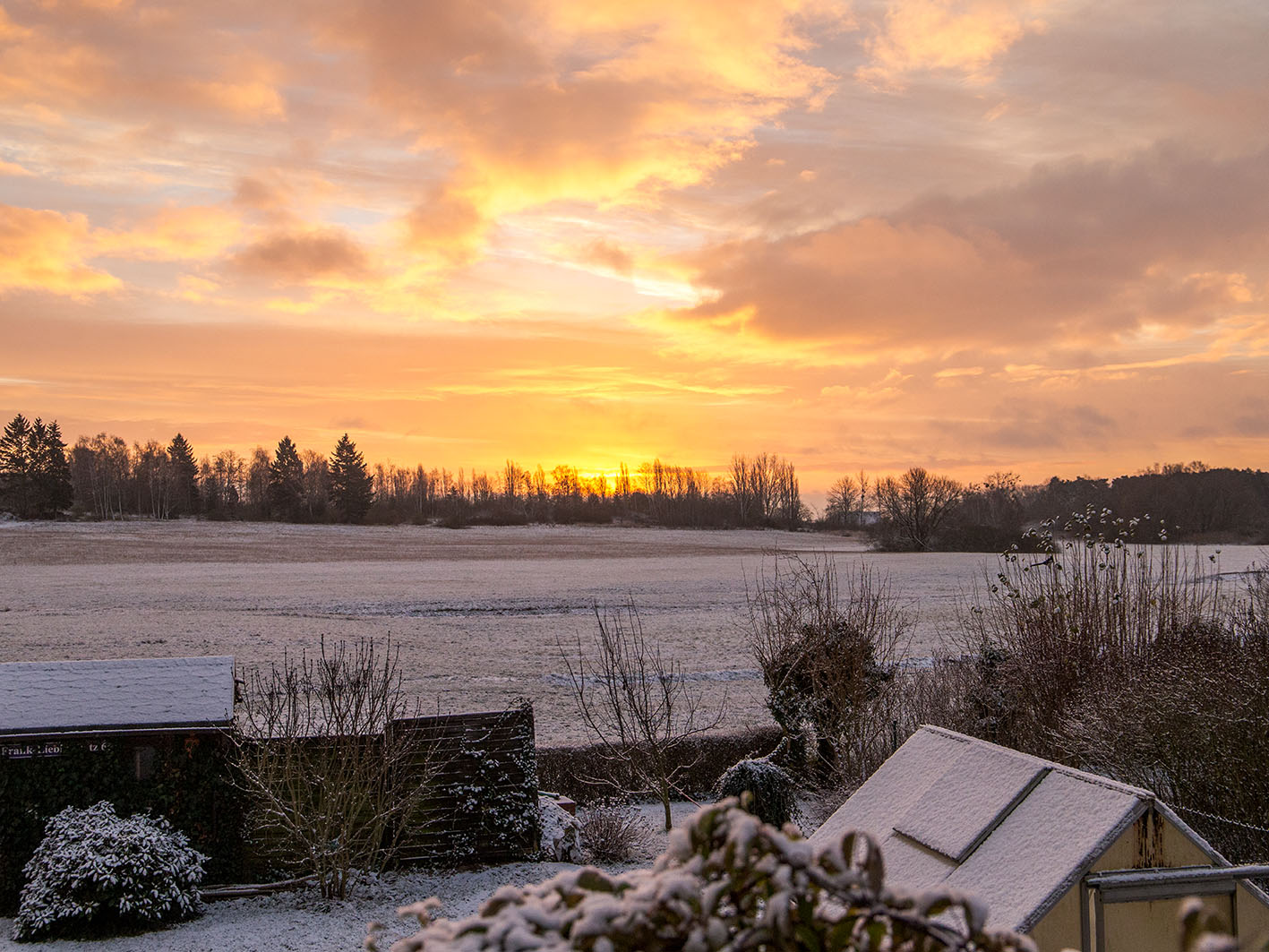
Erster Schnee in Mecklenburg am 3. Dezember 2021

In der Meteorologie wird der Beginn des Nordwinters am 1. Dezember angesetzt. Er umfasst somit die Monate Dezember, Januar und Februar.
Phänologisch kann der Winterbeginn vom astronomischen erheblich abweichen und wird neben der Land-Meer-Verteilung (maritimes vs. kontinentales Klima) oft durch den Beginn einer dauerhaften Schneedecke markiert. Die Zu- oder Abnahme von Gletschern hängt aber weniger von der winterlichen Schneelage als vom ersten Neuschnee im Herbst ab, der die Ablation hemmt.
In den Alpen ist das Fest „Darstellung des Herrn“ (volkstümlich „Mariä Lichtmess“) am 2. Februar ein statistischer „Lostag“ für das Wetter des Spätwinters. Bekannt ist der Spruch „Wenn’s zu Lichtmess stürmt und schneit, ist das Frühjahr nimmer weit“. Mit gleicher Bedeutung, nur andersherum formuliert, existiert auch die Bauernregel: „Sonnt der Dachs sich in der Lichtmesswoch’, bleibt er noch 4 Wochen in sei’m Loch!“
Genähert teilt man dem Winter auf der Nordhalbkugel die Monate Dezember, Januar und Februar zu und in der Südhemisphäre den Juni, Juli und August. An den geografischen Polen herrscht ein halbes Jahr die „Polarnacht“; nahe den Polarkreisen dauert sie einige Tage bis Wochen.

### Energiewirtschaft
In der Energiewirtschaft wird der Winter wegen des dann höheren Energiebedarfes abweichend von den jahreszeitlichen Definitionen als Winterhalbjahr vom 1. Oktober bis zum 31. März festgelegt.

## Wetterlagen und ihr Einfluss auf das Winterwetter

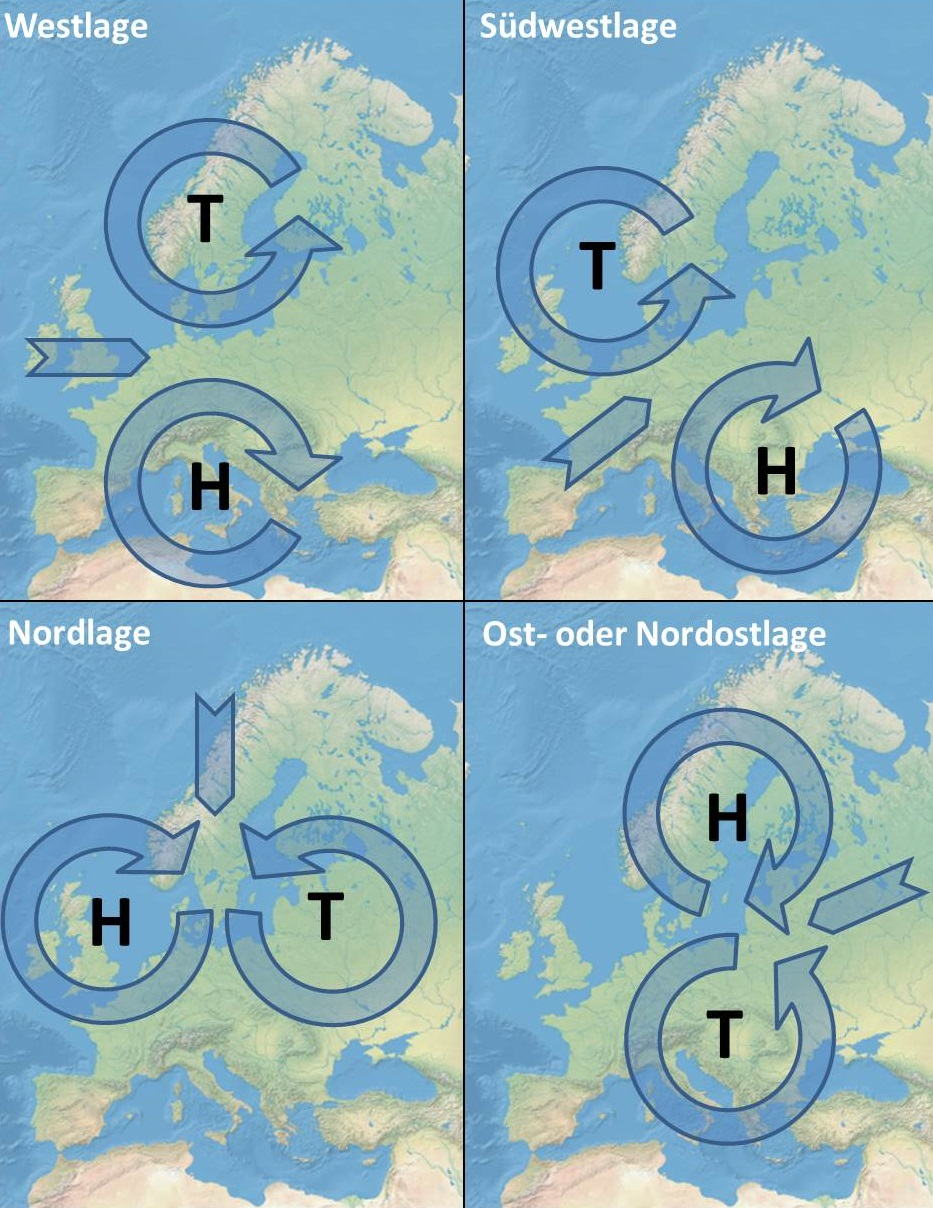
Typische Wetterlagen im Winter

Das Winterwetter in Mitteleuropa wird von verschiedenen Wetterlagen bestimmt, die sich aus der Wechselwirkung von Hoch- und Tiefdruckgebieten ergeben. Die Wetterlagen können einen Tag bis mehrere Wochen andauern. Ihr Fortbestehen oder Wechsel lässt sich nur wenige Tage im Voraus bestimmen. Eine Westwetterlage mit Tiefdruck über Nordeuropa und Hochdruck über Südeuropa bringt feuchte und eher milde Luft vom Atlantik nach Mitteleuropa. Je nach Höhenlage kann es schneien oder regnen. Von Westen herkommende Stürme sind möglich. Bei der Südwestwetterlage mit Hochdruck über Südosteuropa und Tiefdruck bei den Britischen Inseln strömt milde Luft herbei. Mögliche Niederschläge fallen auch in den Hochlagen als Regen. Diese Wetterlage ist mitverantwortlich für das Weihnachtstauwetter. Im Wirkungsbereich einer Nordwetterlage mit Hochdruck über West- und Tiefdruck über Osteuropa bringen Nordwestwinde feucht-milde und Nordostwinde trockenere und kältere Luft. Die Ost- oder Nordostwetterlage mit Hochdruck über Nord- und Tiefdruck über Südeuropa bewirkt den Zustrom trockener kalter Kontinentalluft.

## Winter im Klimawandel
Die Winter werden insbesondere in Deutschland seit über zwei Jahrzehnten feuchter und milder. Nach früheren Klimaprognosen wird dieser Trend fortgesetzt. Neueren Studien zufolge begünstigt jedoch paradoxerweise die durch die Erderwärmung bedingte Eisschmelze am Nordpol die Bildung von Hochdruckgebieten über Eurasien, sodass hier in Zukunft vermehrt strenge Winter erwartet werden, wie etwa bei den Schneefällen in Mitteleuropa im Januar 2019. Im Winter 2019/20 konnte in Deutschland erstmals kein Eiswein hergestellt werden.
Im Winter 2020/21 betrug die Durchschnittstemperatur 1,8 Grad Celsius. Die durchschnittliche Niederschlagsmenge betrug 180 Liter pro Quadratmeter.

## Rekorde

### Weltweit
Die weltweit niedrigste Temperatur wurden mit −93 °C, an einem Gebirgskamm in der östlichen Antarktis, vom Erdbeobachtungssatellit Landsat 8 gemessen.

### Europa
In Europa gab es den wärmsten Winter 2019/20 mit 3,4 °C über der durchschnittlich gemessenen Temperatur aus den Jahren 1981 bis 2010.

### Deutschland
In Deutschland gab es den kältesten Winter 1962/1963 mit einer mittleren Temperatur von −5,5 °C und den wärmsten Winter 2006/07 mit einer Temperatur von 4,4 °C. Die tiefste Temperatur lag bei −37,8 °C am 12. Februar 1929 in Hüll (Oberbayern). Die höchste Schneemenge betrug am 2. April 1944 auf dem Zugspitzplatt 8,30 Meter. Hier ereignete sich am 24. März 2004 auch der stärkste Schneefall binnen 24 Stunden, der 1,50 Meter hohen Neuschnee brachte.

### Schweiz
Das landesweite Mittel des Winters 2023/24 (Dezember 2023 bis Februar 2024) lag bei 0,9 °C und somit 2,8 °C über der Norm 1991–2020. Es war der bisher wärmste Winter seit Messbeginn 1864. Zuvor war der Winter 2019/20 der bisher mildeste Winter, damals mit einem landesweiten Mittel von 0,7 °C. Der kälteste Ort, gemessen an der mittleren Jahrestemperatur 1981-2010, war mit −7,2 °C das Jungfraujoch. Der Kältepol befindet sich in La Brévine, wo am 12. Januar 1987 −41,8 °C gemessen wurden, was unter den heutigen Messbedingungen −42,5 °C entspricht. Die größte Schneehöhe wurde im April 1999 mit 816 cm auf dem Säntis gemessen. Am meisten innerhalb eines Tages schneite es mit je 130 cm am 15. April 1999 auf dem Berninapass und am 30. März 2018 auf dem Grimselpass.

### Australien
Während des Südwinters 2024 wurden in Australien neue Temperaturhöchstrekorde verzeichnet. So wurde gegen Ende August 2024 in der Region Kimberley 41,5 °C gemessen, womit der bisherige australische Winterhöchstrekord aus dem Jahr 2020 um rund 0,3 °C übertroffen wurde.

## Kultur
Wie im Sommer gibt es auch im Winter alte Bräuche, die teilweise überlebt haben oder wiederbelebt wurden: zum Beispiel die Sonnenwende als Weihnachten, Alban Arthuan (keltisch), Julfest (nordisch/germanisch), Yalda-Nacht (iranisch), Karneval/Fastnacht/Fasching, Maskenball, Winterverbrennung und Perchtenlauf. Zahlreiche Schriftsteller und Poeten thematisierten Eigenheiten des Winters und durch ihn ausgelöste Gefühle und Empfindungen.

## Galerie

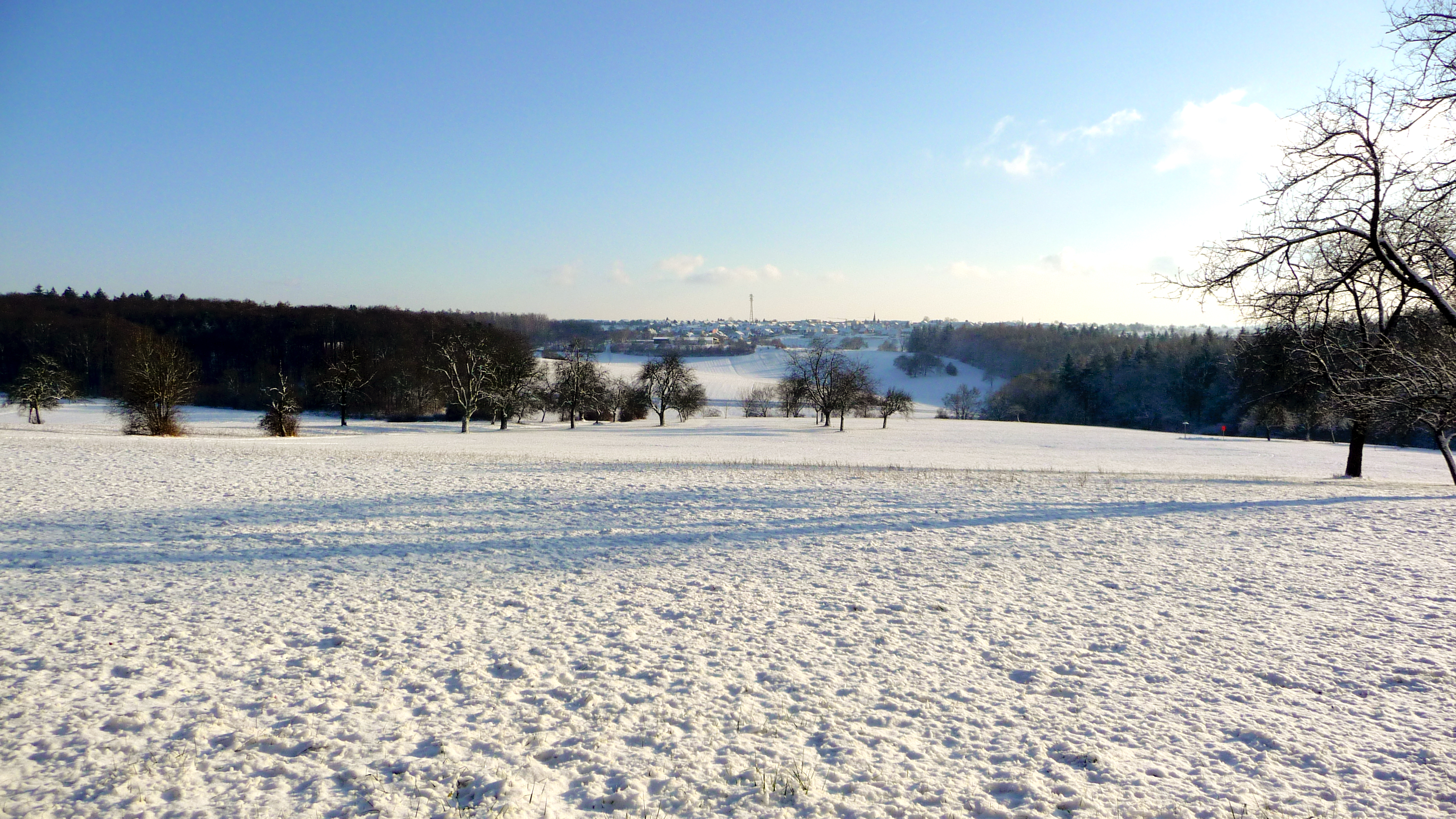
Wintertag in Neulingen (Baden-Württemberg)
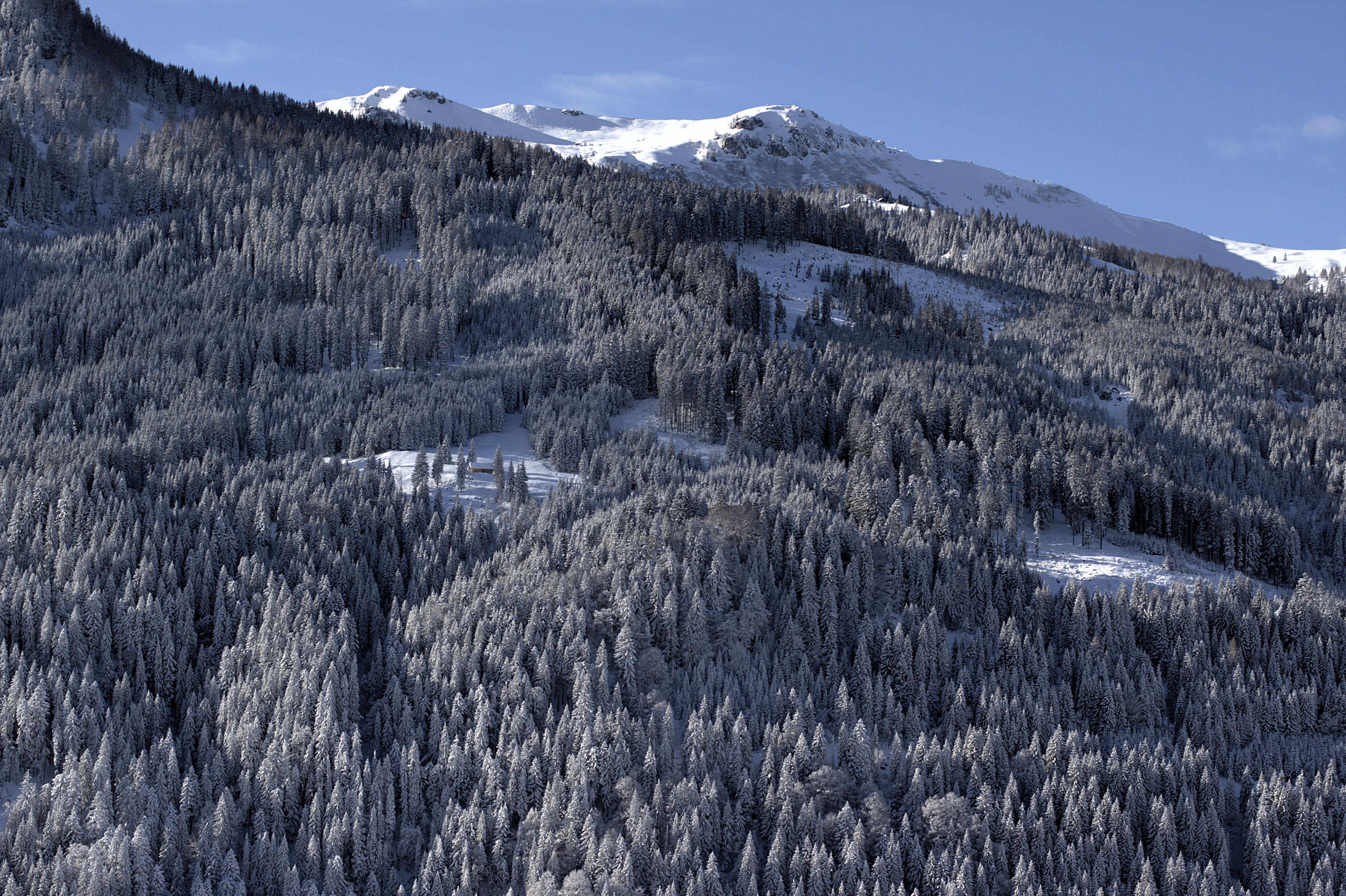
Winterlandschaft in Kleinarl (Land Salzburg)
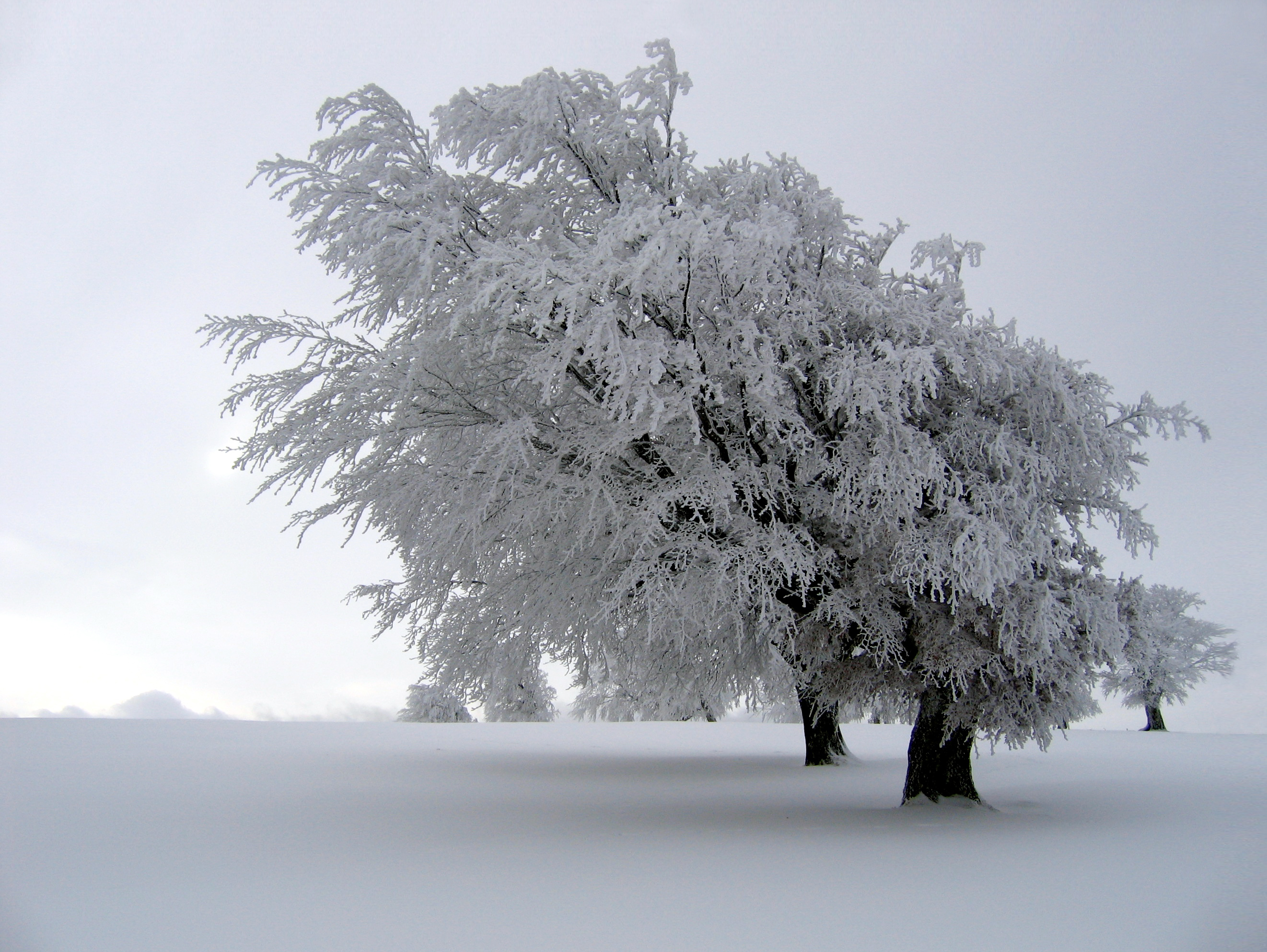
Winterlandschaft auf dem Schauinsland im Schwarzwald
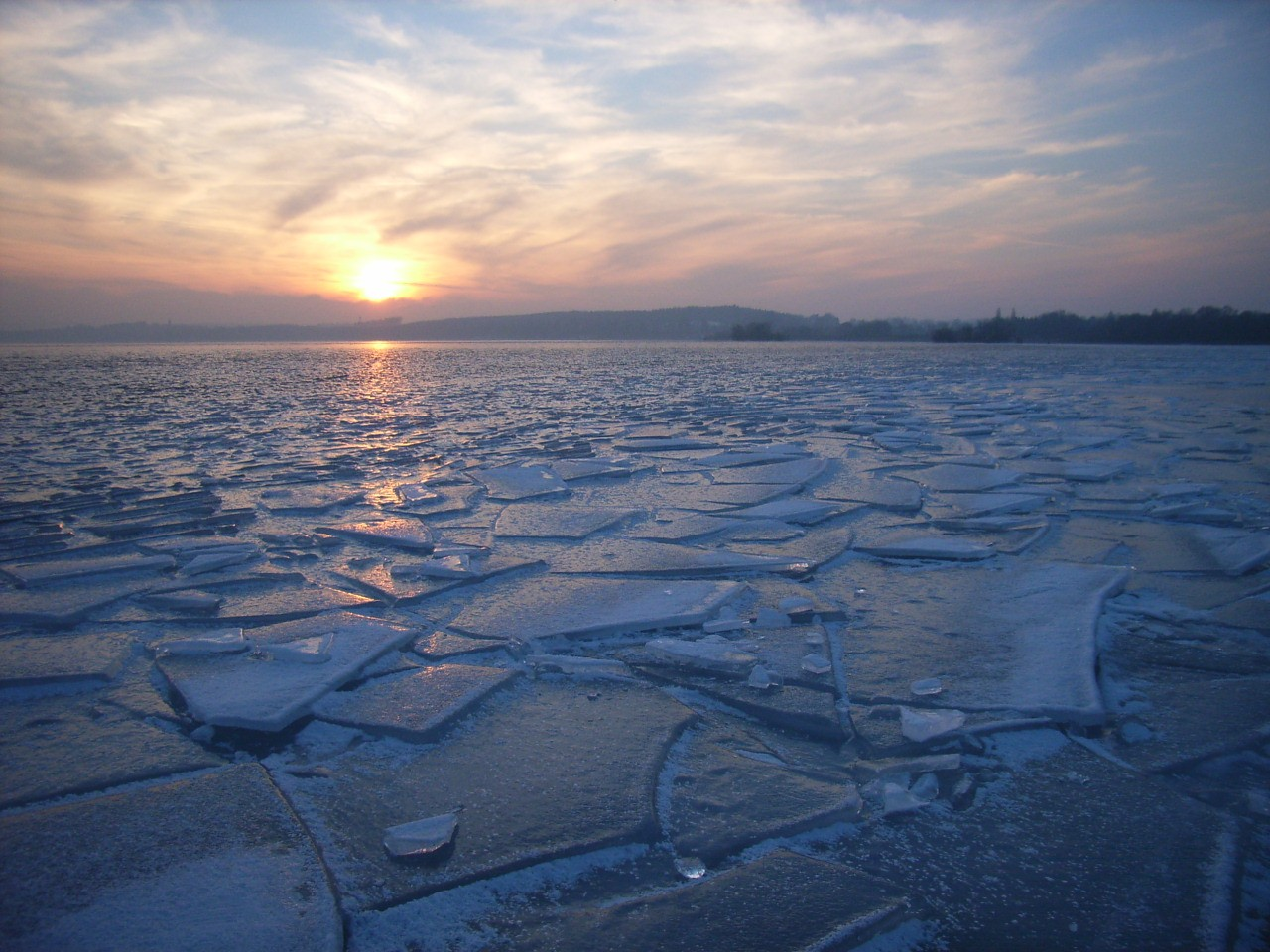
Der Ammersee im Winter
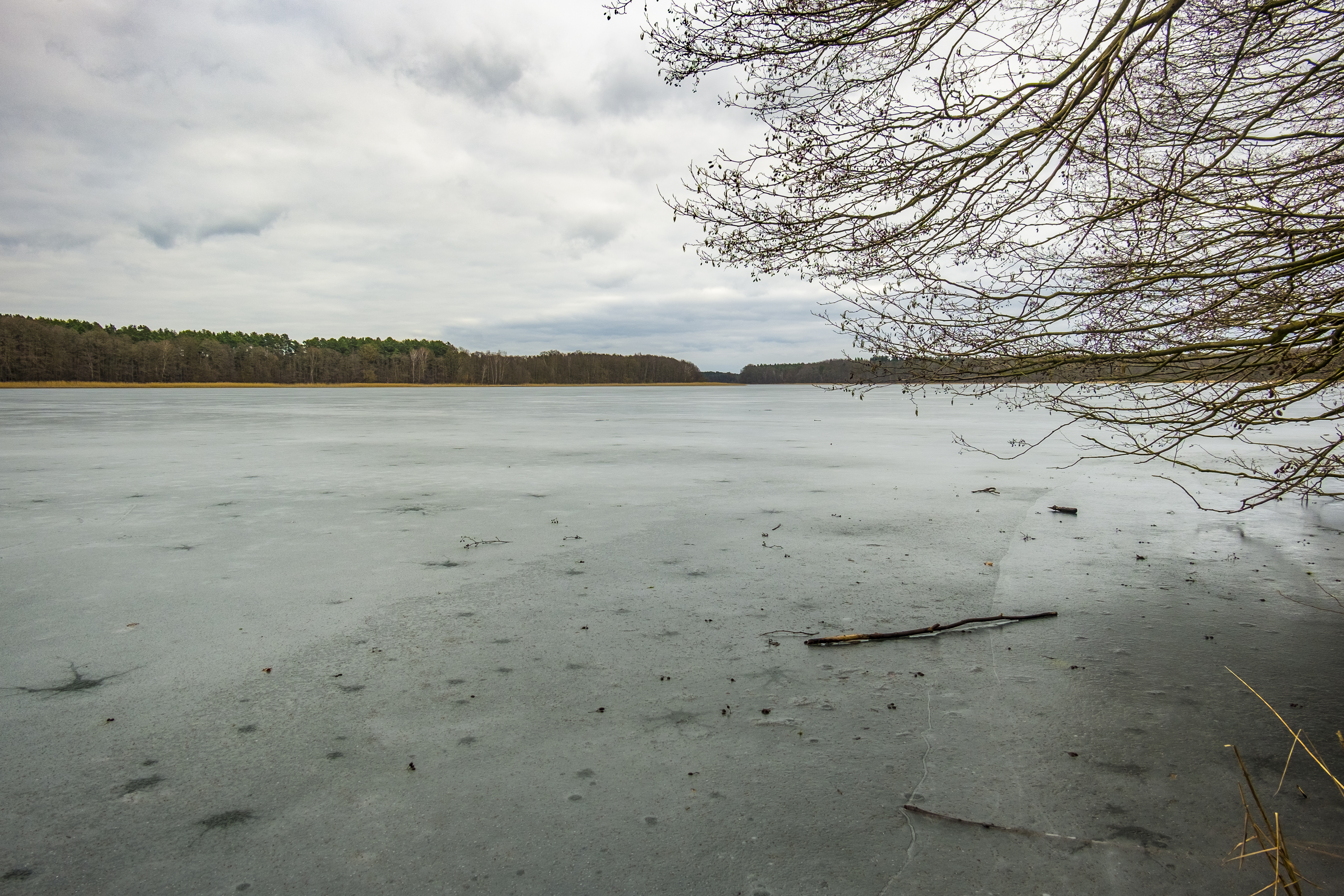
Der zugefrorene Lübbesee bei Templin, Brandenburg
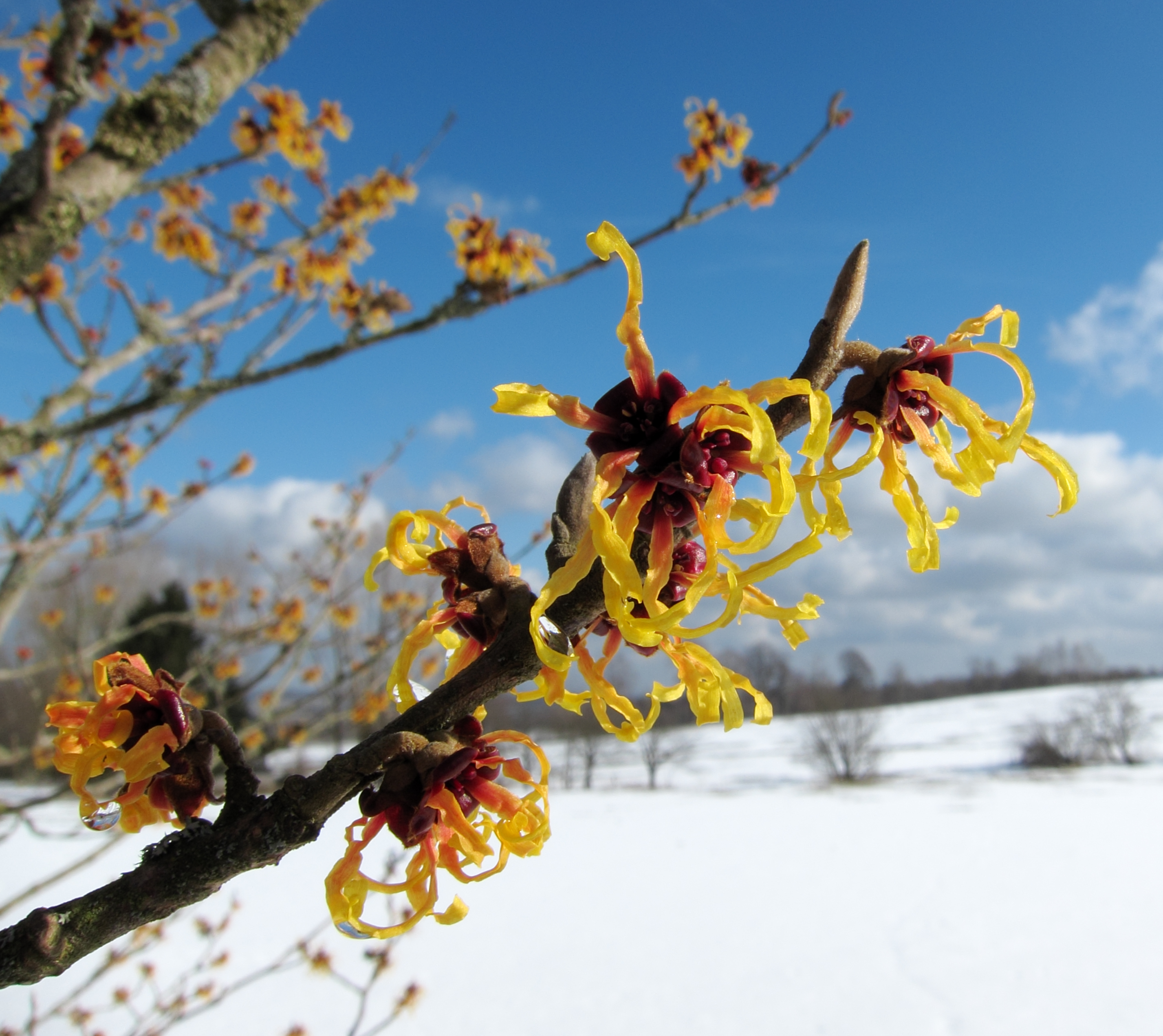
Winterblüte – Zaubernuss im Vogelsberg
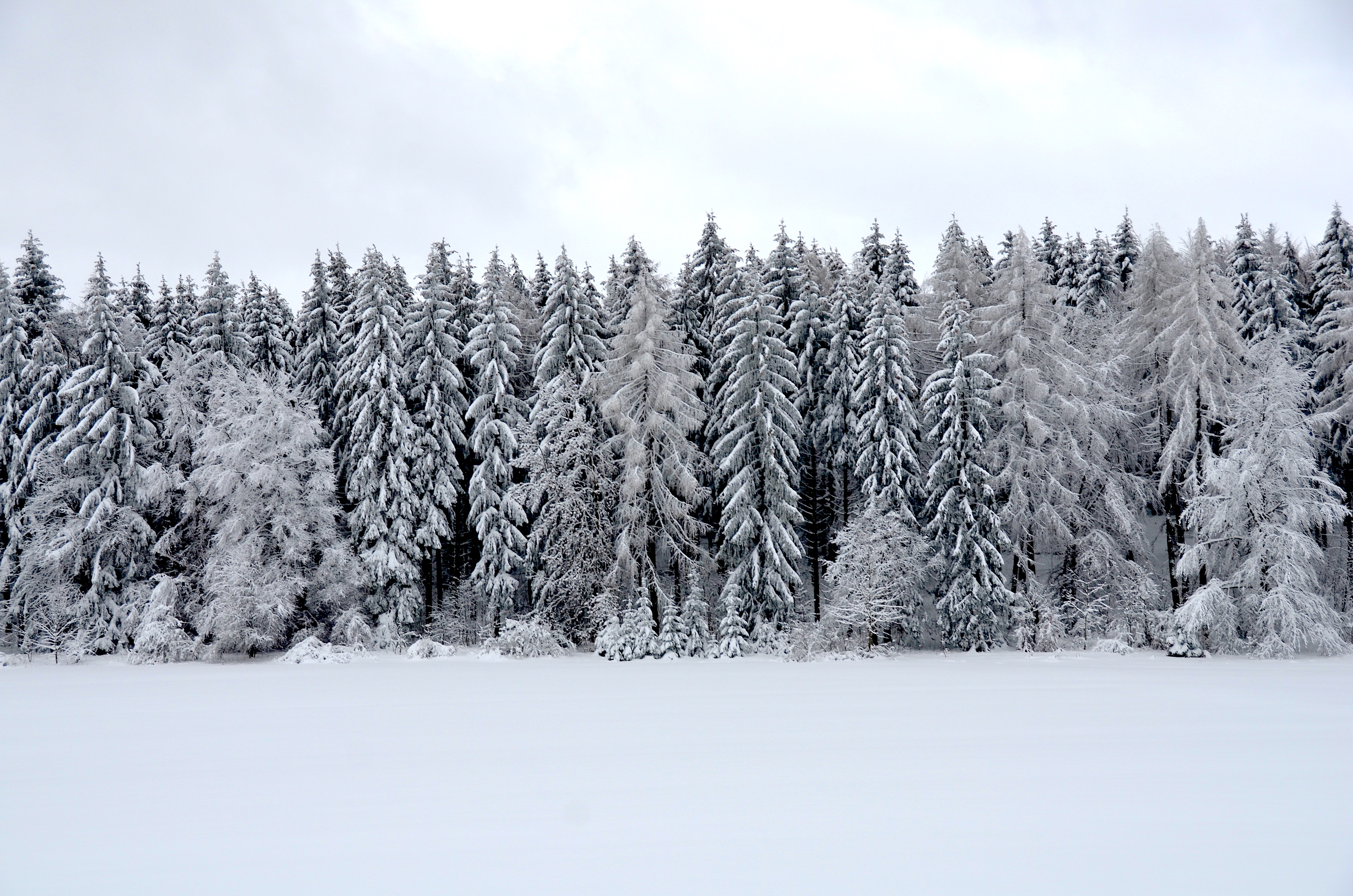
Neuschnee auf der Schwäbischen Alb
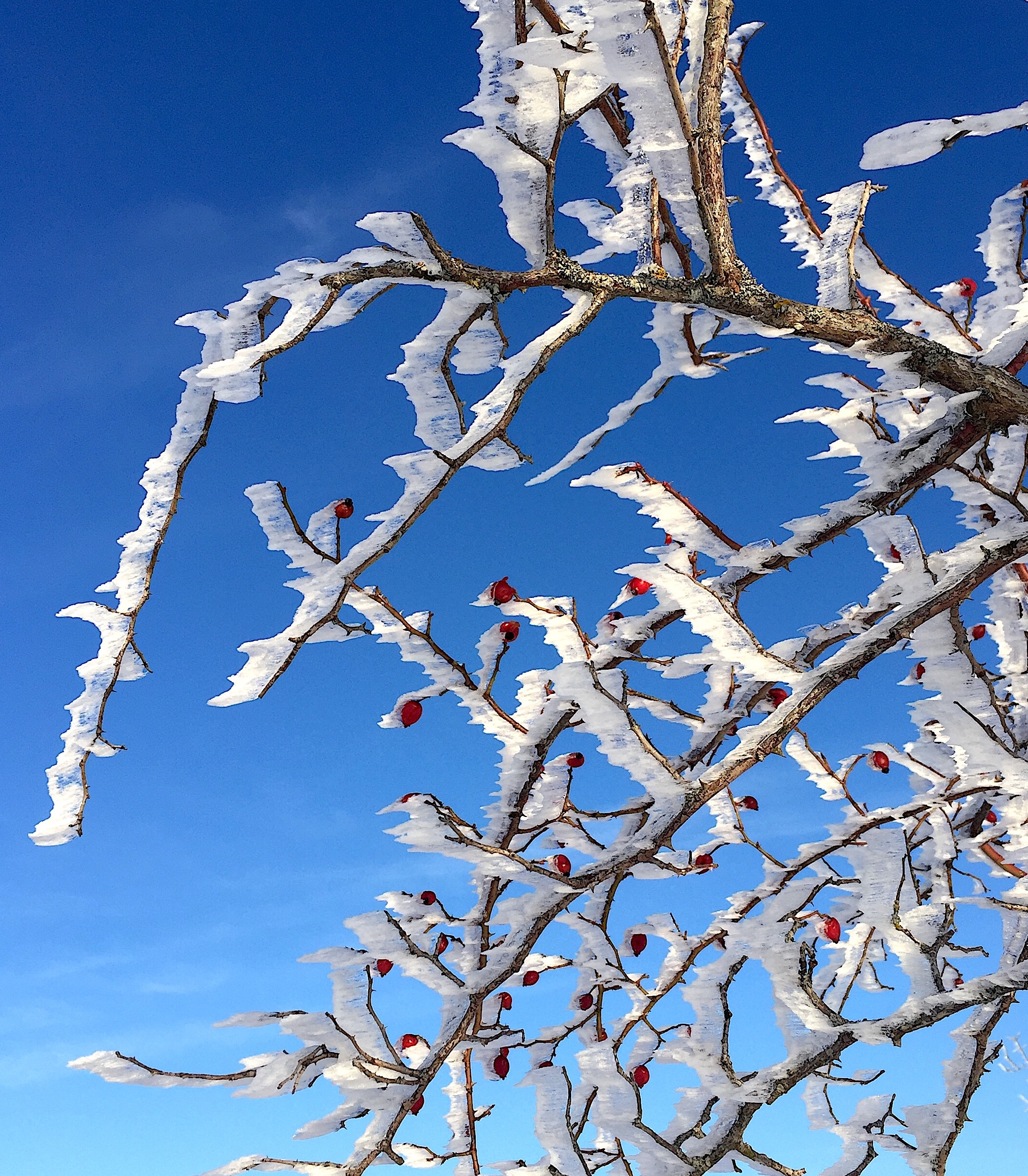
Hunds-Rose im Winter
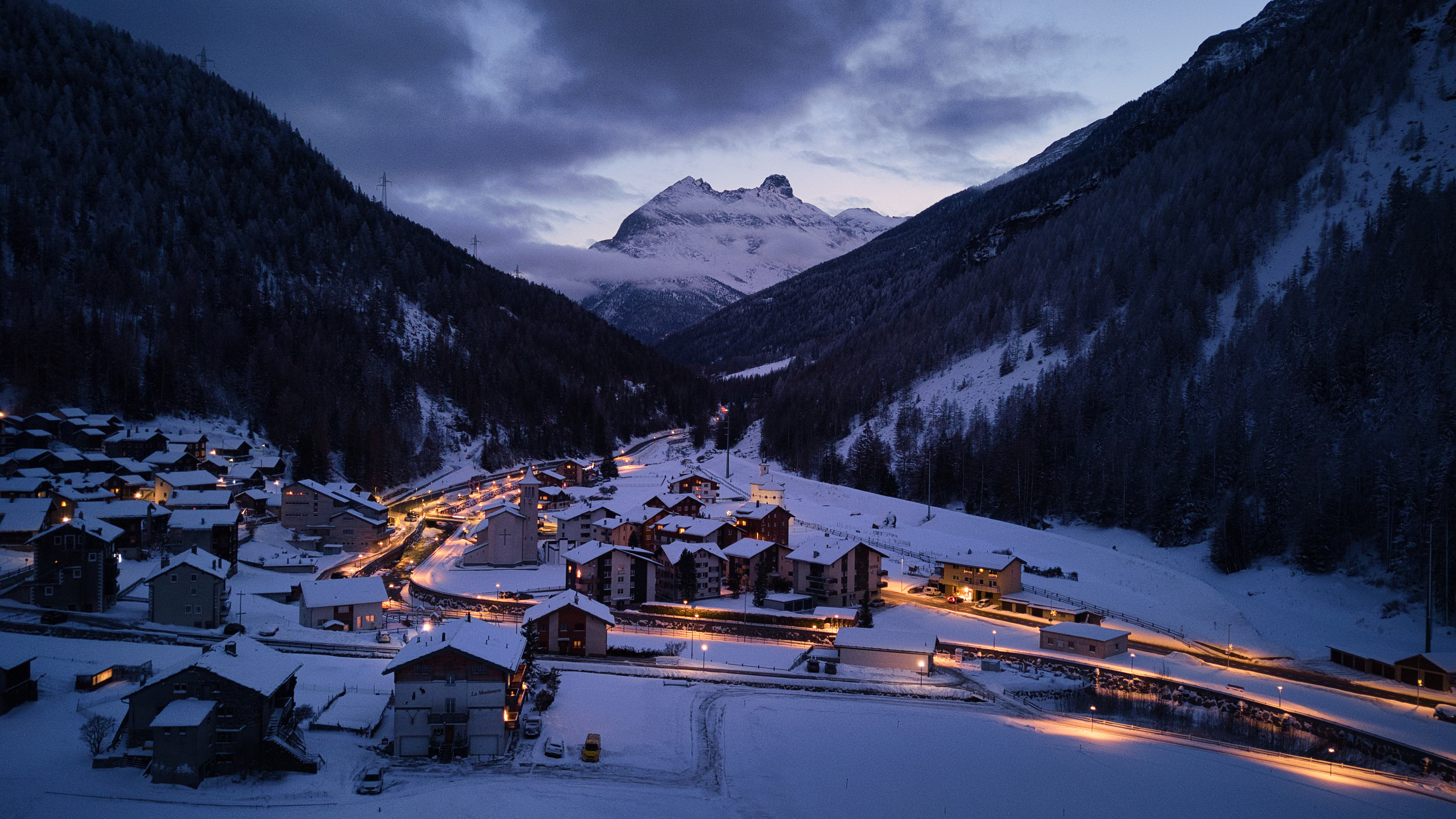
Saas-Balen im schweizerischen Saastal auf 1483 m ü. M.

## Etymologie

### Germanische Sprachen
Das Wort Winter ist ein germanisches „Sonderwort“: es findet sich ähnlich in allen germanischen Sprachen, aber nirgendwo sonst:
- Westgermanisch:
  - althochdeutsch wintar > mittelhochdeutsch  winter, gelegentlich winder > neuhochdeutsch Winter, jiddisch ווינטער ‚vinter‘, luxemburgisch Wanter
  - altsächsisch wintar > mittel- und neuniederdeutsch winter
  - altenglisch uinter, winter, wintær > mittelenglisch winter, daneben winnterr, wyntra, vinter, vyntyr, wenter, wintir, wintur, wyntre, wintre, wunter > neuenglisch winter
  - alt-, mittel- und neufriesisch winter
  - altniederländisch wintar > neuniederländisch und afrikaans winter
- Nordgermanisch: auf dem Runenstein von Rök (um 800) uintur oder uintura (Akk. Pl.)
  - altostnordisch vintr > dänisch, norwegisch und schwedisch vinter
  - altwestnordisch vintr, daneben vetr, älter auch vettr (mit regelmäßiger Assimilation von -nt- zu -tt-), später vetur (mit Sprossvokal) > isländisch und färingisch vetur, neunorwegisch vetter
- Ostgermanisch:
  - gotisch wintrus

Ferner wählte L. L. Zamenhof für das Esperanto vintro als Bezeichnung für den Winter aus; neben somero ist dies eine von zwei Jahreszeitenbezeichnungen in dieser Plansprache, die nicht romanischen, sondern germanischen Ursprungs ist.
Die ursprüngliche Bedeutung des Worts, für das sich die urgermanische Form *wintru- rekonstruieren lässt, ist unklar; zwar mangelt es nicht an Vorschlägen, wie es etymologisch herzuleiten sei, doch werden diese in den einschlägigen Überblickswerken zumeist samt und sonders als wenig überzeugend eingeschätzt. Die schon von Adelung (1786) angestellte Vermutung, der Winter leite sich vom Wind her – bzw. von germ. *windaz < idg.*u̯ē-nto-s; vgl. lat. ventus – findet kaum noch Fürsprecher, seit Friedrich Kluge (1882) beschied, dass sich germ. *wintru- und *windo lautlich nicht vertrügen. Das Deutsche Wörterbuch (Band XIV, II, 1960) und das Indogermanische etymologische Wörterbuch von Julius Pokorny (1959) favorisieren die schon von August Fick (1870) vertretene Auffassung, dass der Winter letztlich auf die idg. Wurzel *u̯ed- „quellen, fließen; benetzen, befeuchten“ zurückgehe, genauer gesagt auf eine Wurzelerweiterung mit Nasalinfix, wie sie auch in litauisch vanduõ „Wasser“ und lateinisch unda „Welle, Woge“ vorliege, wie Evald Lidén (1889) und Herbert Petersson (1912) ausarbeiteten. Gegen diese auch morphologisch nicht unproblematische Rekonstruktion ist vielfach eingewandt worden, dass „die nasse Zeit“ oder „Regenzeit“ als Benennungsmotiv nicht sonderlich plausibel dünke, da Regen und Feuchtigkeit wohl kaum als hervorstechendstes Merkmal des Winters gelten können, auch und gerade nicht in der Urheimat der Germanen. Christianus Cornelis Uhlenbeck (1905) wollte daher wie zuvor schon Kluge die ältere Annahme nicht ganz ausschließen, dass der germanische *wintru vielmehr mit keltisch *windo „weiß“ zusammenhängt, das walisisch gwynn und irisch finn ergab und in Mitteleuropa in keltischen Ortsnamen wie Vindobona (Wien) begegnet; allerdings hat sich noch in keiner germanischen Sprache eine Entsprechung zu diesem keltischen Etymon gefunden. Anatoly Liberman (2012) hält diese Hypothese daher für ähnlich weit hergeholt wie die Bemühungen von Terje Mathiassen (1968), germ. *wintru mit slawisch *wed- „welken, vergehen“ zu verknüpfen. Vielversprechend erscheint ihm hingegen der Versuch von Fritz Mezger (1960), gotisch wintrus mit altnordisch vinstri „links“ (vgl. ahd. winistar, aengl. winstre usw. < germanisch *wenistraz „links“) etymologisch unter einen Hut zu bringen. Wie der Kelte orientierte sich auch der Germane im Kosmos mit Blickrichtung zur aufgehenden Sonne, und linker Hand liegt dabei der Norden, die Heimat des Winters (vgl. altirisch túath, das sowohl „links“ als auch „Norden“ bedeutet; deutsch Norden ist seinerseits wohl urverwandt mit umbrisch nertru „links“).

### Andere indogermanische Sprachen
In allen anderen Zweigen der indogermanischen Sprachfamilie leitet sich die Bezeichnung der kalten Jahreszeit hingegen von einem idg. Wurzelwort *ǵʰey- ab; dies gilt also für:
- Albanisch
  - toskisch dimër, ghegisch dimën
- Armenisch:
  - altarmenisch ձմեռն ‚jmeṙn‘ > neuarmenisch ձմեռ ‚dsmer‘
- Baltisch:
  - lettisch ziema, litauisch žiemà
- Griechisch:
  - altgriechisch χειμών ‚cheimōn‘ > neugriechisch χειμώνας ‚cheimónas‘
- Indoiranisch:
  - Iranisch:
    - avestisch zya > neupersisch زمستان ‚zemestan‘ (Kompositum mit ـستان ‚-stan‘, „Ort, Stätte“)

  - Indoarisch:
    - Sanskrit हिम ‚himá‘ – in vielen modernen indoarischen Sprachen wie Hindi und Bengali sind indes verschiedene Wörter anderen Ursprungs an die Stelle von Prakrit ‚himá‘ getreten
- Keltisch:
  - altirisch gaim, gam, gem, auch gaimred, gemred (Komposita mit ráithe, „Vierteljahr, Jahreszeit“) > neuirisch geimhreadh; altwalisisch gaem, mittelwalisisch gayaf, neuwalisisch geaf; manx geurey; bretonisch goañv
- Slawisch:
  - hier in allen Einzelsprachen recht einheitlich zima bzw. зима, wobei der Wortakzent in den ostslawischen Sprachen auf die zweite, in den die west- und südslawischen auf die erste Silbe fällt

sowie für die ausgestorbenen tocharischen, anatolischen (hethitisch gi-ma-an) und italischen (lateinisch hiems) Sprachen. In den aus dem Lateinischen hervorgegangenen romanischen Sprachen leitet sich das Wort für „Winter“ nicht direkt von lat. hiems ab, sondern vom dazugehörigen Adjektiv hībernus „winterlich“: italienisch und portugiesisch inverno, spanisch invierno, katalanisch invern, französisch hiver, rumänisch iarnă. Für idg. *ǵʰey- wird eine selbständige Bedeutung „Winter“ angenommen; zwar nennt Pokorny zusätzlich die Bedeutung „Schnee“, da sich auch griechisch χιών ‚khiṓn‘ und armenisch ձիւն ‚dzjun‘ „Schnee“ von dieser Wurzel ableiten und Sanskrit ‚himá‘ ebenfalls in diesem Sinne gebraucht wurde (vgl. Himalaya, eigentlich die „Heimstatt des Schnees“), doch dürfte dies eher eine sekundäre, also abgeleitete Bedeutung darstellen, zumal mit *sneygʷʰ bereits ein allseits akzeptiertes idg. Wurzelwort für „Schnee“ erschlossen ist.

### Das indogermanische Jahr
Dabei ist zu bedenken, dass die Indogermanen nur zwei Jahreszeiten unterschieden. Dies dürfte auch noch für die Germanen des Altertums gelten, wenn auch Tacitus um das Jahr 100 in der Germania berichtet, dass sie nicht zwei, sondern drei Jahreszeiten kennten, nämlich Winter, Frühling und Sommer, aber keinen Begriff für den Herbst hätten: ‚unde annum quoque ipsum non in totidem digerunt species: hiems et ver et aestas intellectum ac vocabula habent, autumni perinde nomen ac bona ignorantur‘. Die Tacitus vertraute und bis heute übliche Vierteilung des Jahres ist erst in der hippokratischen Schrift De diaeta nachzulesen und blieb noch Jahrhunderte auf den griechisch-römischen Kulturkreis beschränkt. Dass der Herbst und wohl auch der Frühling spätere, durch römischen Einfluss bewirkte Innovationen im germanischen Jahreszyklus waren, bestätigt Beda, der in De temporum ratione (um 725) ausführt, dass es wie der Elemente und der Temperamente auch der Jahreszeiten vier gebe, aber auch schreibt, dass die Angelsachsen von alters her nur Sommer und Winter unterschieden: ‚Antiqui autem Anglorum populi […] principaliter annum totum in duo tempora, hyemis, videlicet, et aestatis dispartiebant, sex illos menses quibus longiores noctibus dies sunt aestati tribuendo, sex reliquos hyemi‘. Beda schreibt ferner, dass der Oktober bei ihnen Wintirfylleth heiße, da mit dem ersten Vollmond dieses Monats der Winter beginne – eine mögliche Parallele hierzu findet sich im auf das späte 2. Jahrhundert datierten keltischen, genauer gesagt gallischen Kalender von Coligny, in dem je sechs der zwölf Monate zu zwei Halbjahren gebündelt werden, wobei der Samon[*ios] (zu irisch sam „Sommer“ und samhain?) den Beginn – oder auch die Mitte – des einen, der Giamon[*ios] (zu irisch gam < idg. *ǵʰey- „Winter“?) den des anderen Halbjahres markiert. Auch der altisländische Kalender, der Misseristal, unterscheidet nur zwei Jahreszeiten oder Halbjahre (misseri). In der Angelsächsischen Chronik ist vom „Herbst“ erst im Eintrag für das Jahr 1051 die Rede, vom Frühling kein einziges Mal. Dass Winter und Sommer als Hyperonyme gelten müssen, zeigt sich auch daran, dass sich die Namen von Frühling und Herbst im Gegensatz zu denen der zwei „Hauptjahreszeiten“ in den germanischen Sprachen nicht einheitlich darstellen (vgl. dt. Frühling gegenüber engl. spring und schwed. vår), teils konkurrieren sogar mehrere Begriffe in einer Sprache (dt. Frühling, Frühjahr und Lenz; engl. autumn und fall); für das Gotische sind überhaupt keine Begriffe für die „Nebenjahreszeiten“ überliefert. Dass Sommer und Winter ein komplementäres Begriffspaar sind, zeigt sich nicht zuletzt an ihrer Wortgestalt: sie stellen sich nicht nur im Deutschen lautlich als Homoioteleuton dar (vgl. irisch sam und gam oder auch walisisch haf und geaf) und erscheinen als solches in einigen altgermanischen Dichtungen, so im Heliand (‚he habda at them wîha sô filu wintrô endi sumarô‘) und im Hildebrandslied (‚in wallota sumaro enti wintro sehstic ur lante‘).